# Tachypeza sericeipalpis
Tachypeza sericeipalpis är en tvåvingeart som beskrevs av Frey 1913. Tachypeza sericeipalpis ingår i släktet Tachypeza och familjen puckeldansflugor. Inga underarter finns listade i Catalogue of Life.